# Garb Oszmiański

Garb Oszmiański (Białoruś)

Garb Oszmiański – wysoczyzna polodowcowa w północno-zachodniej Białorusi i częściowo na Litwie, stanowi część Grzędy Białoruskiej; najwyższym wzniesieniem jest Milidowska Góra (320 m n.p.m.).